# Бонифаций от Каноса
Вижте пояснителната страница за други личности с името Бонифаций.
Бонифаций III (IV) от Каноса (на италиански: Bonifacio III di Canossa, Bonifatius; * 985; † 6 май 1052, Сан Мартино дал’Арджине) от Дом Каноса, лангобардските господари на замъка Каноса, е един от най-могъщите благородници в Италия през първата половина на 10 век. Той е баща на Матилда Тосканска.

## Биография
Той е син на маркграф Теобалд от Каноса († 1012), от 980 г. граф на Бреша, от 981 г. на Модена, Ферара, Реджо и на Мантуа от 1006 г., син на Адалберт Ато от Каноса, първият граф на Каноса. Майка му е Вила от Болоня, дъщеря на Хуберт, херцог на Сполето (син на крал Хуго I) и на Вила, дъщеря на Бонифаций I от Сполето.
Бонифаций има резиденция в Мантуа:
- господар на Каноса
- пр. 1004 маркграф и единствен наследник
- 1013/15 граф на Реджо, Модена, Мантуа и Бреша
- 1028/32 маркграф на Тоскана (Бонифаций IV), също и като херцог
- 1051 херцог на Сполето и маркграф на Камерино

Бонифаций е погребан в църквата San Michele в Мантуа. Неговата дъщеря Матилда поема наследството си инстински през 1069 г.

## Фамилия
Първи брак: на 10 октомври 1010/1015 г. с графиня Рихилда († сл. февруари 1036), наследничка на Кастел Ногара и др., дъщеря на Гизелберт (II), пфалцграф и граф на Бергамо и графиня Анселда, графиня на Торино. Двамата имат една дъщеря, която е родена 1014 г. и умира.
Втори брак: през 1037 г. с Беатрис от Лотарингия (* 1017, † 18 април 1076) от фамилията на Вигерихидите, дъщеря на херцог Фридрих II от Горна Лотарингия и Матилда, дъщеря на Херман II, херцог на Швабия (Конрадини). Те имат три деца:
- Фридрих († юли 1056), маркграф на Тоскана 1052 – 1055
- Беатрис († 1053 пр. 17 декември)
- Матилда Велика Графиня (* 1046, † 24 юли 1115), 1053 – 1056 и 1070 – 1115 херцогиня на Тоскана и др.; ∞ I ноември 1069/април 1070, разделена 1071, Готфрид IV Гърбавия, 1065 херцог на Долна Лотарингия, ∞ II 1089, разделена лятото 1095, Велф IV, херцог на Бавария